# 9. september
9. september je 252. dan leta (253. v prestopnih letih) v gregorijanskem koledarju. Ostaja še 113 dni.

## Dogodki
- 622 – hidžra preroka Mohameda iz Meke
- 1824 – duhovniki Janez Cigler, Franc Ksaver Andrioli in Ignacij Holzapfel vložijo prošnjo za izdajanje časopisa Slavinja
- 1850 – Kalifornija se pridruži ZDA
- 1894 – Sun Jatsen ustanovi Društvo za preporod Kitajske
- 1926:
  - Nemčija sprejeta v Društvo narodov
  - Italija sprejme zakon o zaščiti države
- 1939 – Kanada napove vojno Tretjemu rajhu
- 1940 – Francoska Indija je priključena Svobodni Franciji
- 1941 – začetek obleganja Leningrada
- 1943 – britansko-ameriška vojska se izkrca v Salernu
- 1944:
  - britanska vojska prodre čez Albertov kanal
  - ameriška vojska prodre čez Moselle
- 1945 – Koreja razdeljena na dve okupacijski coni
- 1990 – na letalskem mitingu v italijanskem Salgaredu se zruši Su-27, umreta pilot in varnostnik
- 1991 – Tadžikistan razglasi neodvisnost
- 2001 – izveden atentat na voditelja afganistanske Severne zveze Ahmada Šaha Masuda, ki tri dni pozneje podleže poškodbam

## Rojstva
- 1583 – Girolamo Frescobaldi, italijanski organist, skladatelj († 1643)
- 1585 – Kardinal Richelieu, francoski kardinal, državnik, predsednik vlade († 1642)
- 1608 – Nakae Todžu, japonski konfucijanski filozof († 1648)
- 1737 – Luigi Galvani, italijanski zdravnik, fizik († 1798)
- 1754 – William Bligh, angleški admiral († 1817)
- 1778 – Clemens Brentano, nemški pesnik, pisatelj († 1842)
- 1789 – William Cranch Bond, ameriški astronom († 1859)
- 1792 – Matevž Langus, slovenski slikar († 1855)
- 1828 – Lev Nikolajevič Tolstoj, ruski pisatelj, politik, publicist († 1910)
- 1843 – Gustav Oscar Augustin Montelius, švedski arheolog († 1921)
- 1873 – Max Reinhardt, avstrijski gledališki režiser judovskega rodu († 1943)
- 1882 – Bogumil Vošnjak, slovenski pravnik in politik († 1959)
- 1890 – Kurt Lewin, nemški psiholog († 1947)
- 1907 – Horst Wessel, nemški nacistični aktivist, mučenik († 1930)
- 1919 – Jožef Kvas, ljubljanski pomožni škof († 2005)
- 1920 – Alojz Libnik, slovenski gospodarstvenik († 2002)
- 1960 – Hugh Grant, angleški filmski igralec
- 1961 – Matjaž Kek, slovenski nogometaš in trener
- 1966 – Adam Sandler, ameriški filmski igralec in producent
- 1972 – Goran Višnjić, hrvaški filmski igralec
- 1985 – Luka Modrić, hrvaški nogometaš

## Smrti
- 276 – Mark Anij Florijan, rimski cesar (* 232)
- 1087 – Viljem I. Osvajalec, angleški kralj (* 1027)
- 1191 – Konrad II. Oton, češki vojvoda, moravski mejni grof (* 1135)
- 1230 – Sigfrid II. Eppsteinski, nadškof Mainza (* 1165)
- 1271 – Jaroslav III. Jaroslavič, knez Tvera, veliki knez Vladimirja (* 1230)
- 1285 – Kunigunda Galicijska, češka kraljica, regentinja (* 1245)
- 1328 – Matthias von Buchegg, mainški nadškof, nemški kancler
- 1397 – Thomas Woodstok, angleški plemič, 1. vojvoda Gloucester (* 1355)
- 1398 – Jakob I., ciprski kralj (* 1334)
- 1605 – Heinrich Khunrath, nemški alkemist (* 1560)
- 1691 – Kumazava Banzan, japonski konfucijanski filozof (* 1619)
- 1770 – Bernard Siegfried Albinus, nemški anatom (* 1697)
- 1868 – Mzilikazi, južnoafriški kralj (*ok. 1790)
- 1869 – Otto Jahn, nemški arheolog, filolog (* 1813)
- 1901 – Henri de Toulouse-Lautrec, francoski slikar (* 1864)
- 1907 – Lojze Dolinar, slovenski kipar (* 1893)
- 1931 – Lujo Brentano, nemški ekonomist (* 1844)
- 1976 – Mao Dzedung, kitajski voditelj (* 1893)
- 1978 – Jack Warner, kanadski filmski producent (* 1892)
- 1981 – Jacques Lacan, francoski psihoanalitik (* 1901)
- 1997 – Burgess Meredith, ameriški filmski igralec (* 1908)
- 2000 – Herbert Friedman, ameriški fizik (* 1916)
- 2003 – Edward Teller, ameriški fizik madžarskega rodu (* 1908)
- 2017 – Franc Flere, slovenski harmonikar (* 1945)

## Prazniki in obredi
- Tadžikistan – dan neodvisnosti (od ZSSR, 1991)